# Palais de justice de Nîmes
Le palais de justice de Nîmes est un imposant monument néo-classique de la ville de Nîmes, dans le département du Gard et la région Languedoc-Roussillon. Il est situé au centre-ville, à côté des arènes romaines.
Le palais de justice de Nîmes est inscrit aux monuments historiques, à la suite d'un arrêté du 16 août 1993.

## Historique
L'édifice est bâti de 1836 à 1846, sur des plans de Gaston Bourdon, architecte du département du Gard. Sous l'Ancien Régime, le site était occupé par la Maison du roi, ou maison du commandant royal de la ville. Après la Révolution française, ce bâtiment est démoli et remplacé par une première version du palais de justice, mais celle-ci est achevée en 1811. Très vite, l'administration napoléonienne se plaint que ce bâtiment est trop petit. Il faut attendre la Révolution de juillet de 1830 pour que le roi Louis Philippe accepte de construire un nouveau palais de justice.
Les plans sont prêts en 1833. La Maison carrée a servi de modèle pour la façade. La première pierre est posée en 1838, après que les fonds nécessaires ont été réunis. Un immense échafaudage surgit, qui impressionne les habitants de Nîmes, et en 1845, l'édifice est presque terminé. Le coût s'avère bien plus élevé que prévu : au lieu des 246 000 francs inscrits au budget de 1833, 737 000 francs ont déjà été payés aux dépens de l'État français. Il faut attendre 1848 pour que les travaux d'aménagement intérieur soient achevés et que les autorités judiciaires s'installent.

## Architecture
Le palais possède une puissante colonnade donnant sur l'esplanade Charles-de-Gaulle, largement inspirée par la Maison carrée. Le fronton et les parties sculptées sont l'œuvre de Paul Colin. Les colonnes corinthiennes à cannelures sont élancées et dénotent une influence grecque.
Dans la décoration intérieure, les plafonds à caissons, les stucs et les boiseries sont remarquables. Le peintre Numa Boucoiran a peint les plafonds de la troisième chambre, représentant La Justice protectrice et La Justice répressive. Dans la Chambre correctionnelle, le même artiste a réalisé deux grands sujets historiques : Caracalla après le meurtre de Géta et Achille de Harlay lors de la Journée des Barricades.

## Galerie

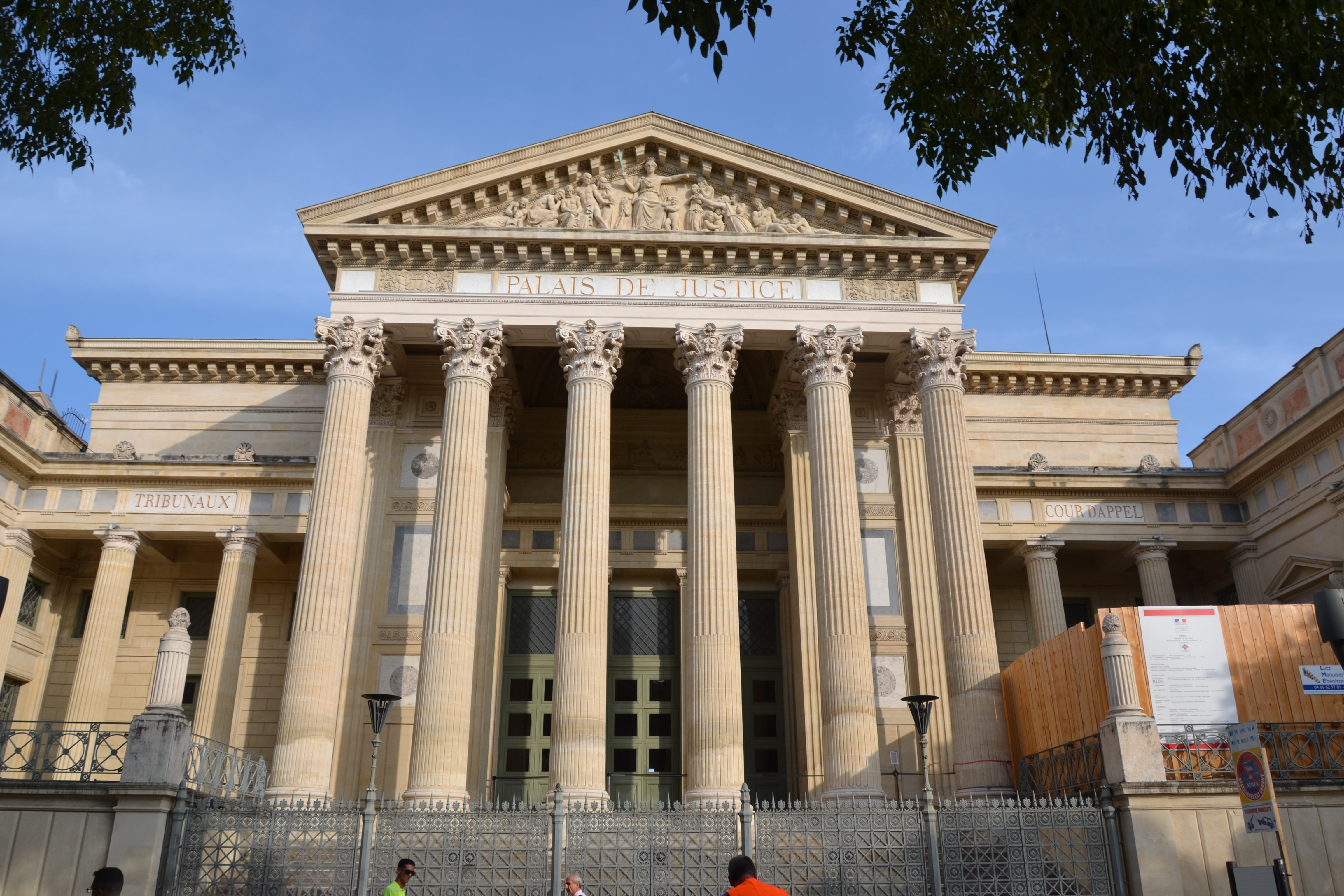
Vue de l'Esplanade Charles de Gaulle
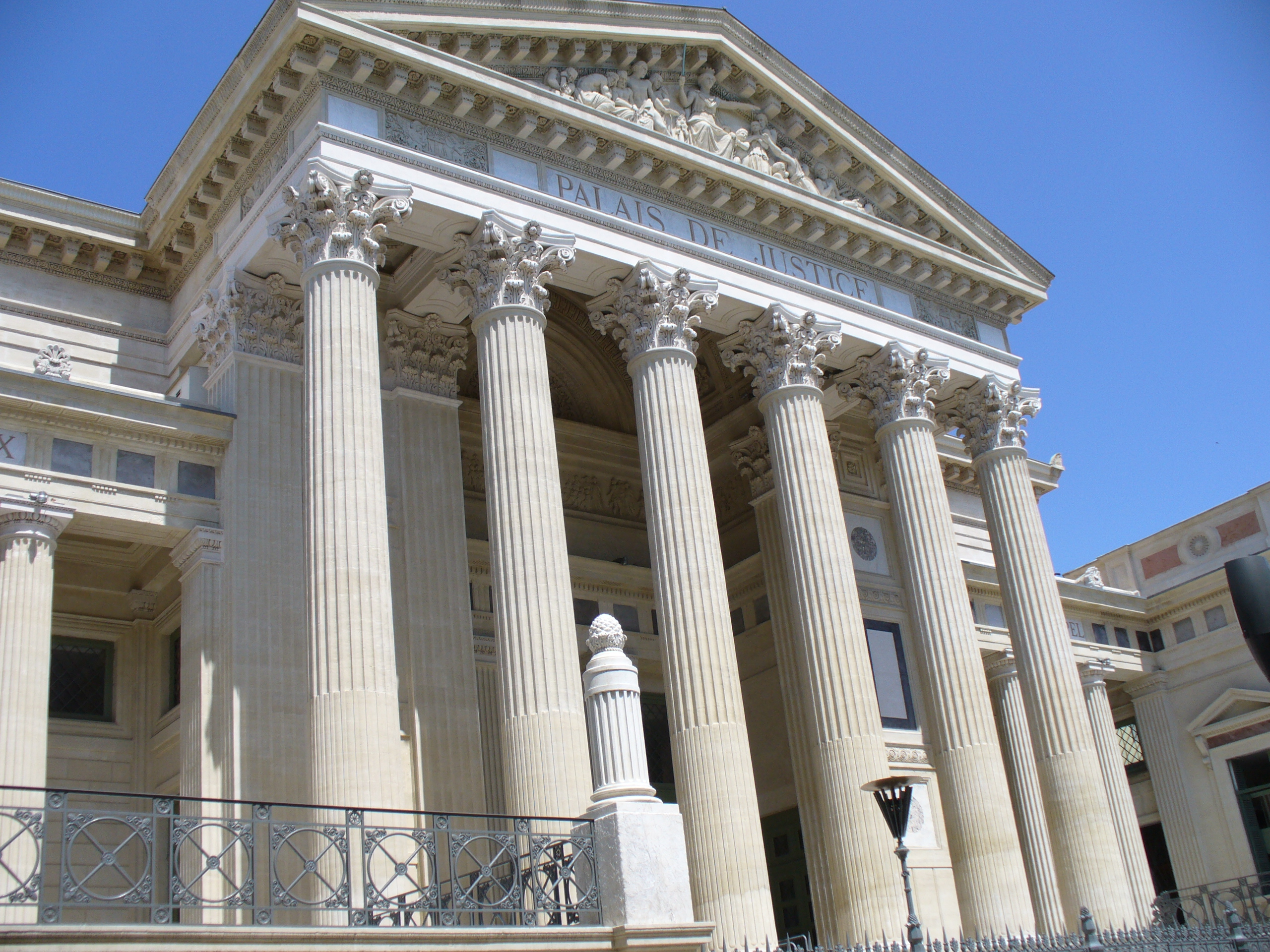
Colonnade
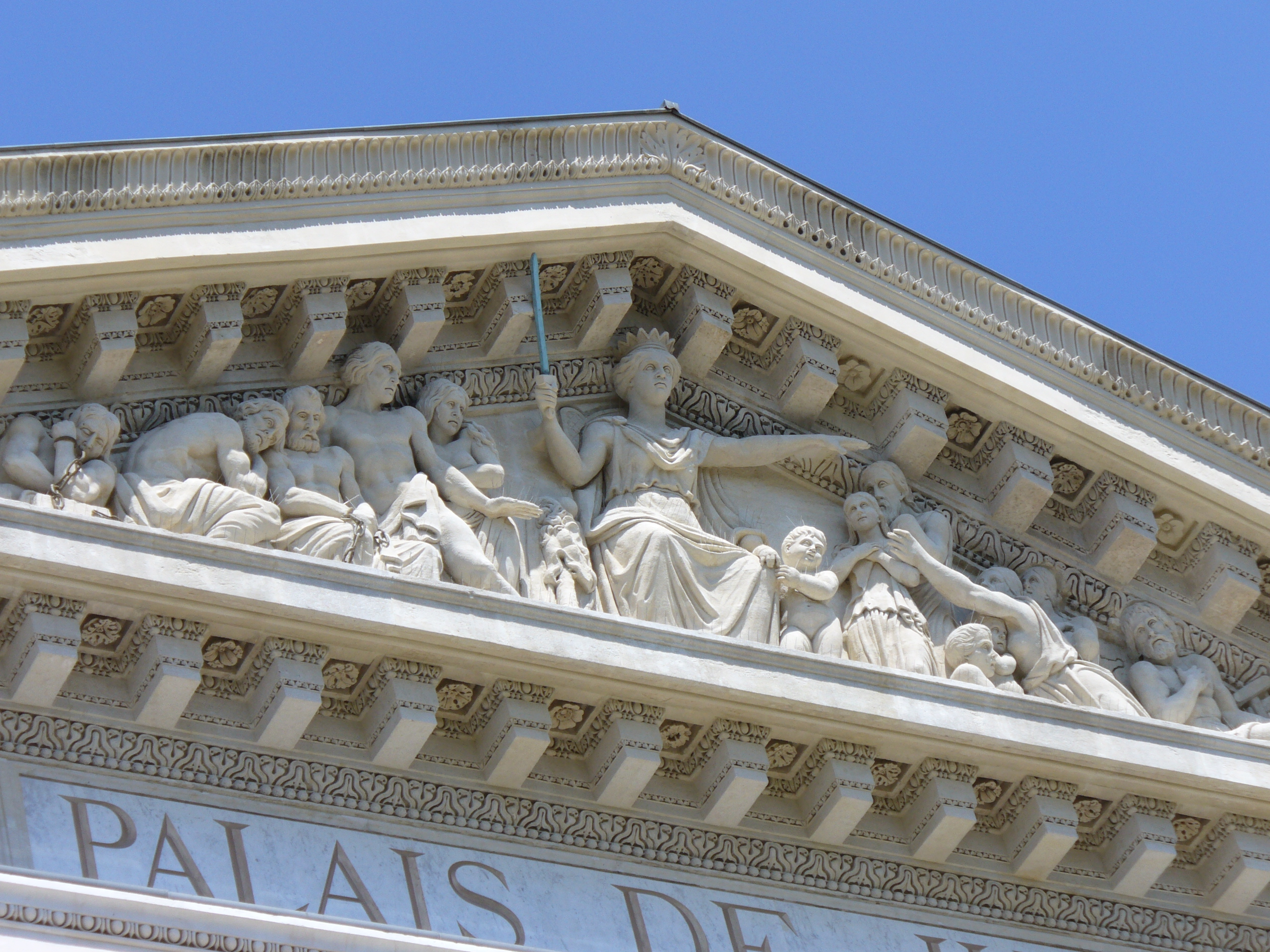
Fronton
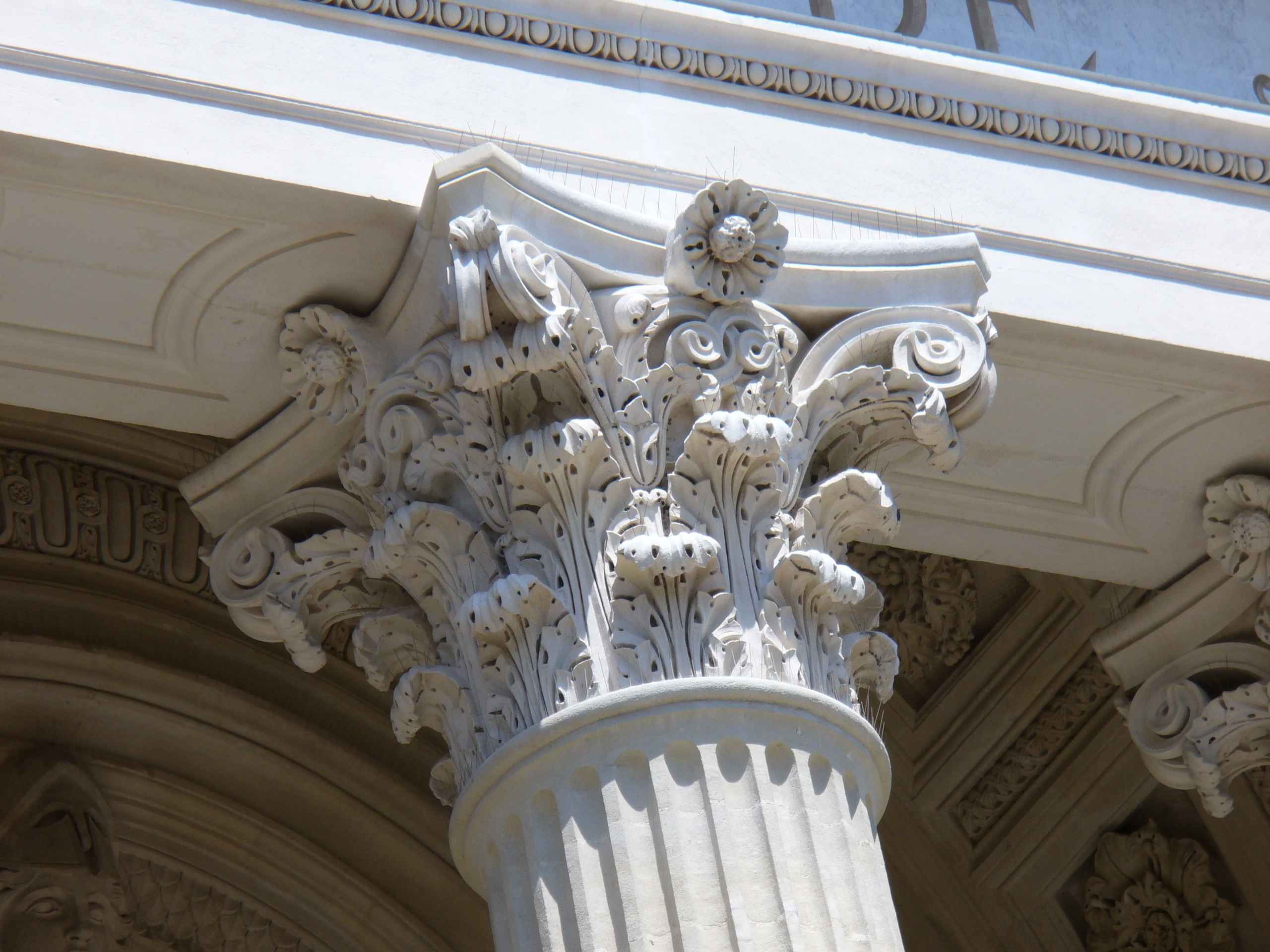
Chapiteau